# Charles-Henri Lévesque
Charles-Henri Lévesque, né le 29 décembre 1921 et mort le 24 novembre 1984, est un homme d'Église canadien qui fut évêque de Sainte-Anne-de-la-Pocatière de 1968 à 1984.

## Biographie
Originaire de Saint-André-de-Kamouraska (Québec), il reçut l'ordre en l'année 1948. Il avait été nommé évêque par Paul VI et consacré à l'épiscopat par Mgr Maurice Roy. Ses coconsécrateurs furent Mgrs Bruno Desrochers et Jean-Marie Fortier. Mgr André Gaumond lui succède en tant qu'évêque de Sainte-Anne-de-la-Pocatière. Il est décédé en 1984.